# Les Loups blancs
Pour les articles homonymes, voir Loup blanc et Le Loup blanc.
Pour plus de détails, voir Fiche technique et Distribution.
Les Loups blancs (titre original : Weisse Wölfe) est un film germano-yougoslave réalisé par Konrad Petzold et Boško Bošković, sorti en 1969.

## Synopsis
Les seuls survivants d'un massacre - le jeune chef des Dakota, Faucon agile, sa femme, Cheveux Bleus, et deux compagnons - partent à la recherche d'un refuge dans les Blackhills. Au cours de leur périple, les événements à affronter se multiplient. Près de la ville de Tanglewood, un conflit fait rage entre Collins P. Harrington, un cupide propriétaire d'une mine, et Sam Blake, un négociant doué en affaires. La tension monte progressivement au cœur de la ville. Alors qu'un convoi destiné à Blake est attaqué, un drame survient. James Bashan, à la solde de Harrington, tue Cheveux bleus. Faucon agile prépare alors sa vengeance...

## Fiche technique
- Titre original : Weisse Wölfe
- Titre français : Les Loups blancs[1],[2]
- Réalisation : Konrad Petzold et Boško Bošković
- Scénario : Günter Karl
- Musique : Karl-Ernst Sasse
- Photographie :
- Montage :
- Production :
- Société de production :
- Pays d'origine :  Allemagne de l'Est |  Yougoslavie
- Format : Couleur
- Genre : Western
- Durée : 100 minut
- Dates de sortie : 1969

## Distribution
- Gojko Mitić : Faucon Agile
- Horst Schulze : Collins P. Harrington
- Barbara Brylska : Catherine Emerson
- Holger Mahlich : Pat Patterson